# 사나촌
사나촌(佐奈村)은 일본 미에현 다키군에 설치되었던 촌이다. 현재의 다키정의 남동부에 해당한다.